# Первомайская (платформа, Красноярская железная дорога)
Первома́йская — платформа Красноярской железной дороги в городе Красноярске. Расположена на трёхпутном участке Транссибирской магистрали, на территории станции Злобино, рядом с улицей Семафорной.
Имеет 2 платформы: боковую и островную. Боковая платформа расположена с южной стороны путей и до 30 декабря 2014 года принимала электропоезда от станции Красноярск, островная с 30 декабря 2014 года принимает электропоезда обоих направлений. С северной стороны островной платформы проходит третий путь перегона Енисей — Злобино, который между Первомайской и Студенческой переходит по путепроводу на южную сторону основных путей. С 30 декабря 2014 года данный путь используется электропоездами чётного направления (от Красноярска).
Островная платформа имеет пассажирский павильон с билетной кассой. Через железнодорожные пути проходит надземный пешеходный переход.
На платформе имеют остановку все проходящие через неё пригородные электропоезда, кроме экспрессов Красноярск — Иланская, Иланская — Красноярск и Решоты — Красноярск.